# Сала Франсес, Эмилио
Эмилио Сала-и-Франсес (исп. Emilio Sala i Francés; 20 января 1850, Алькой — 14 апреля 1910, Мадрид) — испанский художник и график.

## Жизнь и творчество
Э. Сала родился в Испании в 1859 году. Происходил из семьи торговцев. Изучал живопись в Валенсии, в Академии Сан-Карлос у Пласидо Франсеса, а также в Королевской академии изящных искусств Сан-Фернандо. В 1871 году он впервые выставил свои работы на Национальной художественной выставке в Академии. Открыл студию в Мадриде. В 1885 году, после того как он не получил должность профессора в Школе искусств и ремесел, он подал заявку и получил стипендию для обучения в Испанской королевской академии, но спустя два года он отправился на учёбу в Париж. В 1896 году он вернулся в Испанию, где женился и снова открыл свою студию. До 1890 года Э. Сала занимался преимущественно исторической живописью, позднее больше живописью жанровой, писал пейзажи и портреты, занимался иллюстрированием литературы. Картины его кисти многократно переиздавались как репродукции.
Художник принимал участие в украшении мадридских дворцов де Англада (Palacio de Anglada) и Мазарредо (Palacio Mazarredo), а также не сохранившегося Café de Fornos. В 1906 году ему было присуждено звание профессора в области теории и эстетики цвета в Королевской академии де Сан-Фернандо. Эмилио Сала-и-Франсес был обладателем многочисленных призов и наград.

## Награды

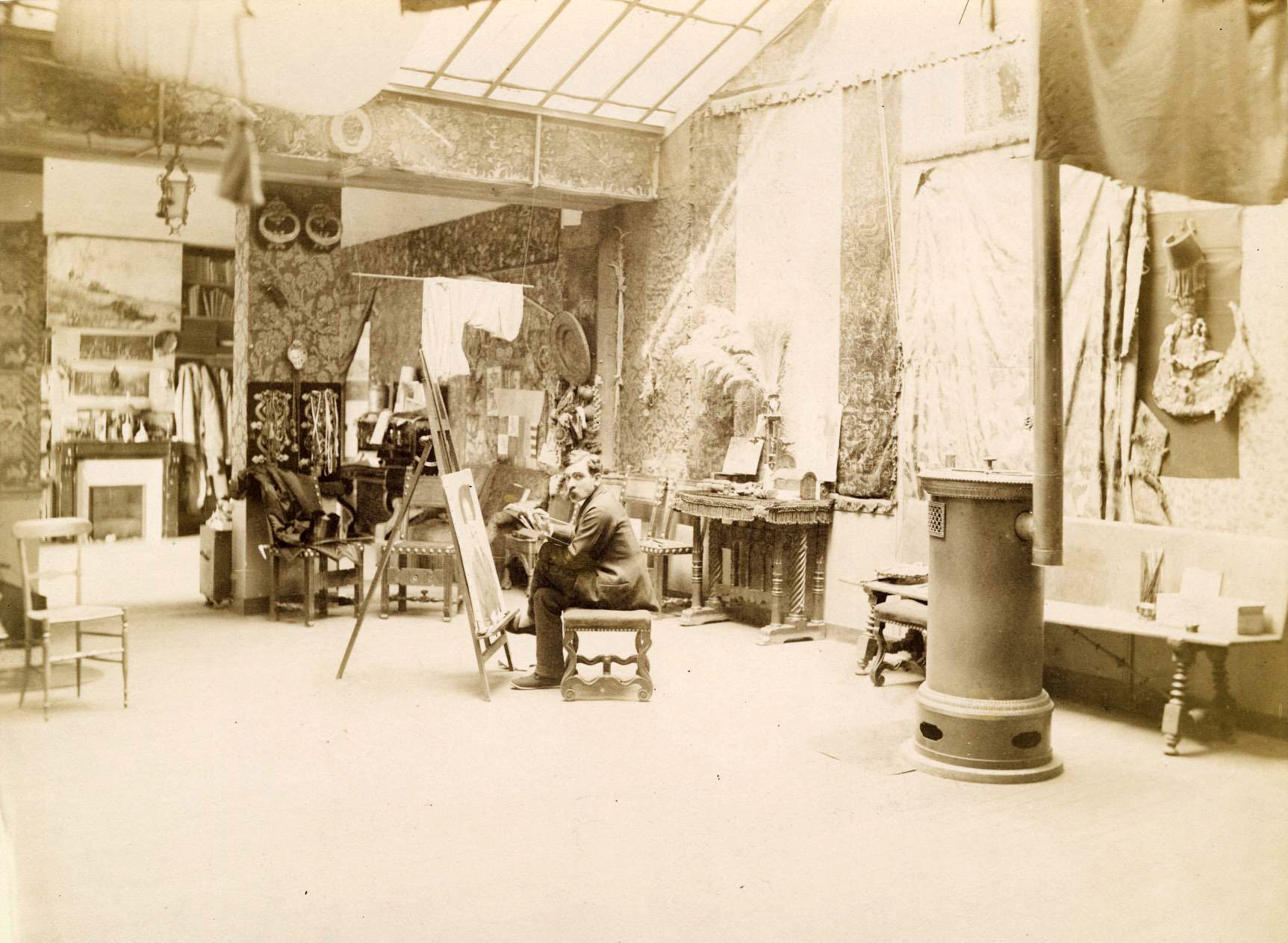
Эмилио Сала-и-Франсес в его парижской студии.

- серебряная медаль на региональной художественной выставке в Валенсии (1867)
- серебряная медаль на Национальной выставке изящных искусств (1871)
- почётная премия на региональной выставке в Валенсии
- золотая медаль на Национальной выставке изящных искусств (1878)
- золотая медаль на Национальной выставке изящных искусств (1881)
- крест ордена Святого Михаила (1885)
- серебряная медаль на Всемирной выставке в Париже (1889)
- золотая медаль на Берлинской выставке (1891)
- Большой крест ордена Изабеллы Католички (1899)

## Галерея

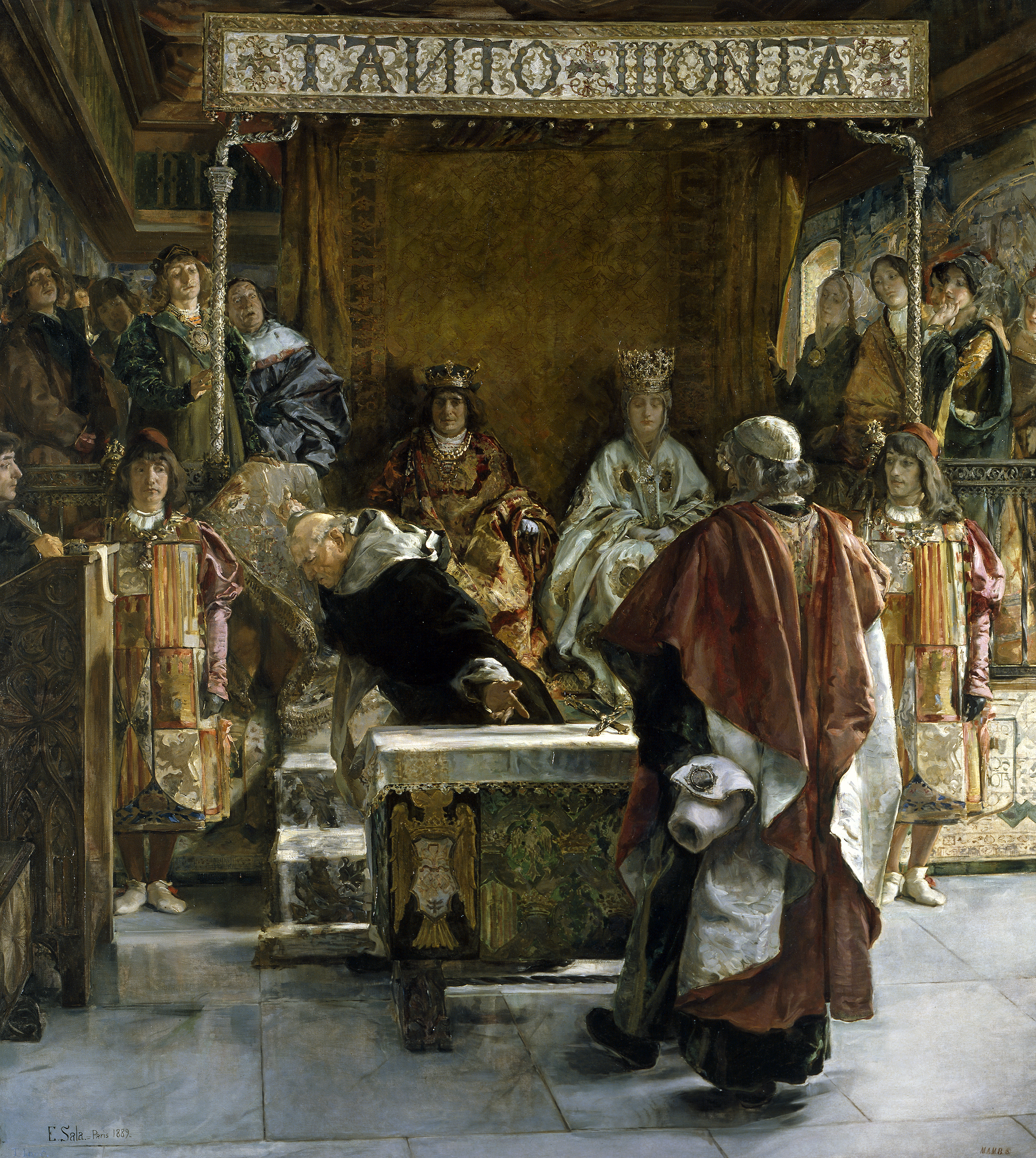
Изгнание евреев из Испании (1889)
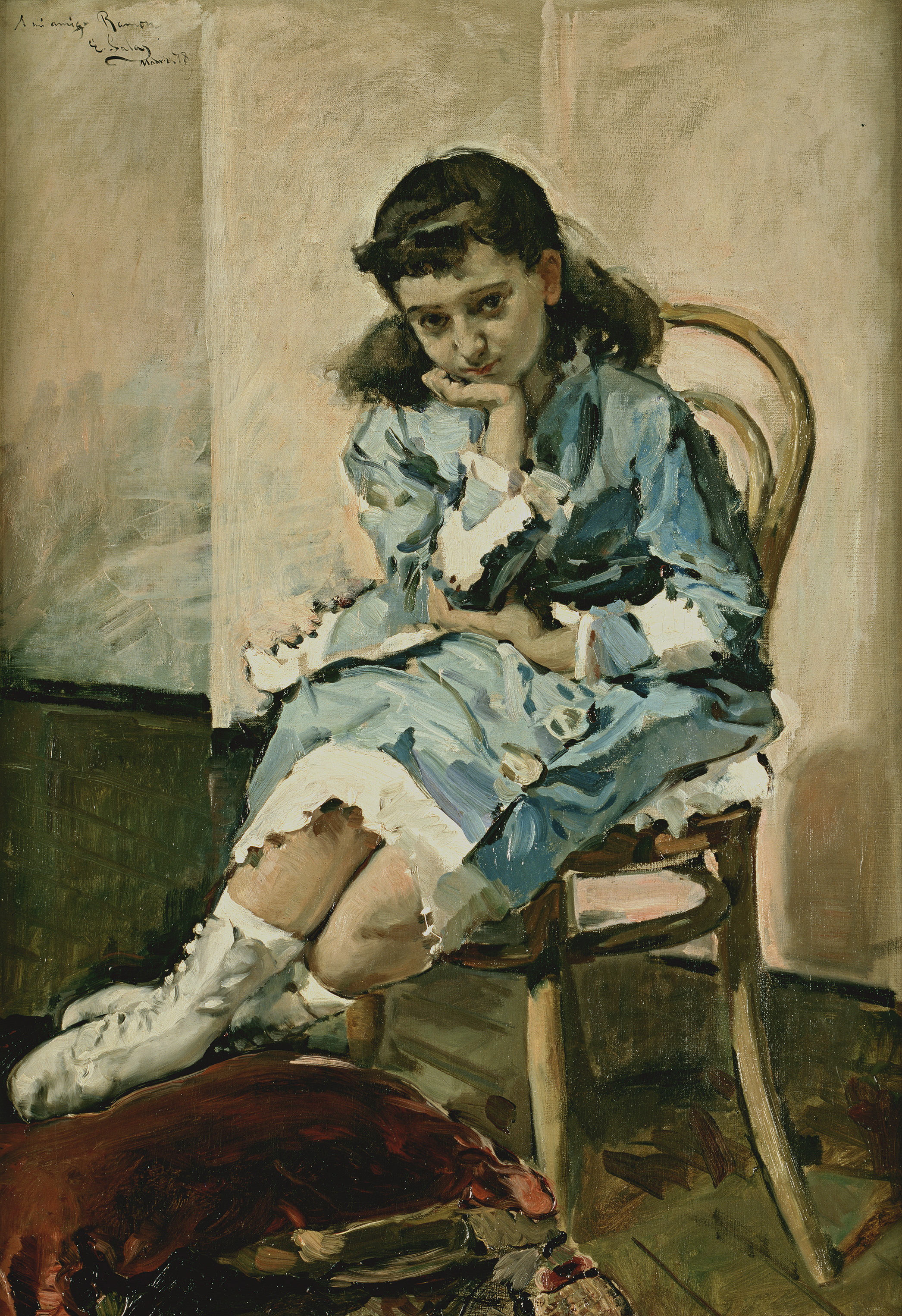
Дочь Марии Герреро (1878)
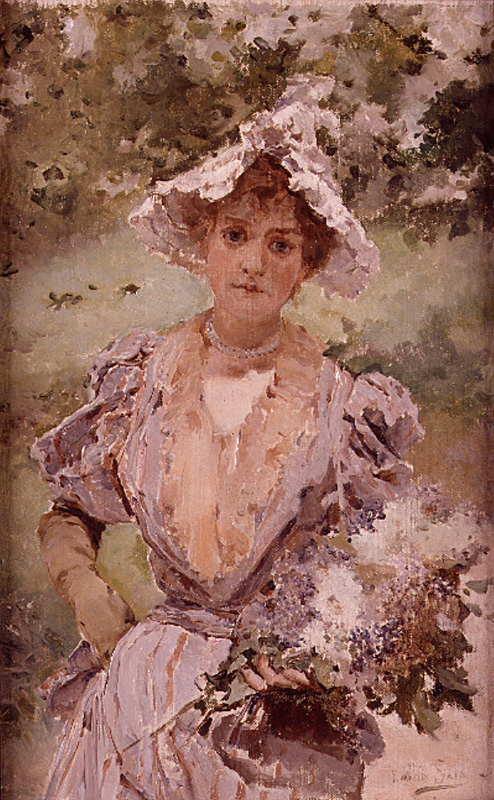
Цветочница
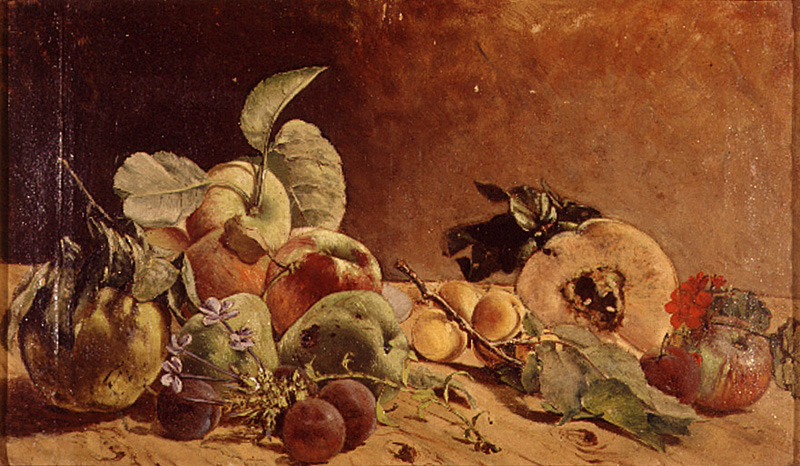
Натюрморт с фруктами (1867)
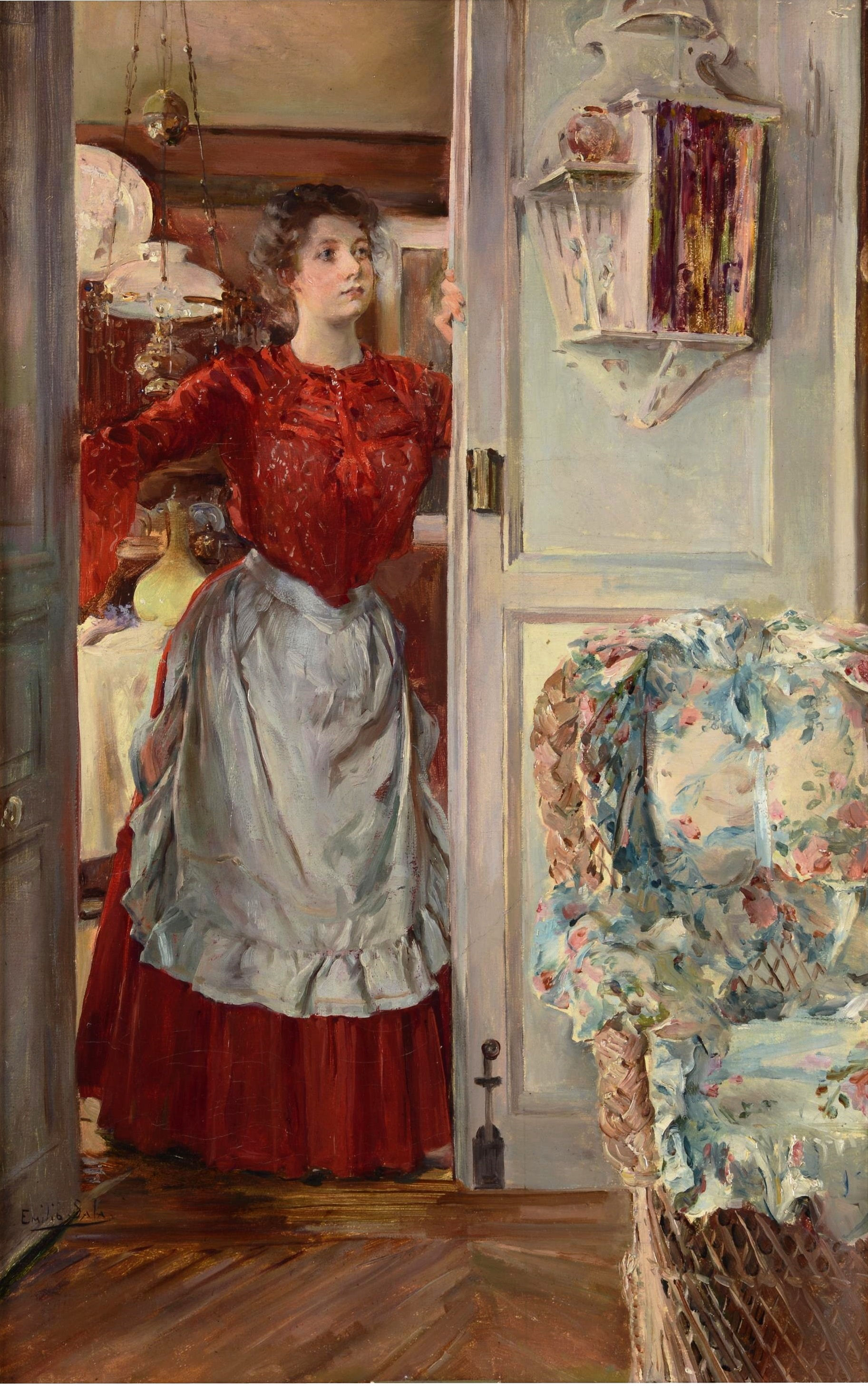
Молодой человек у двери (c.1895)
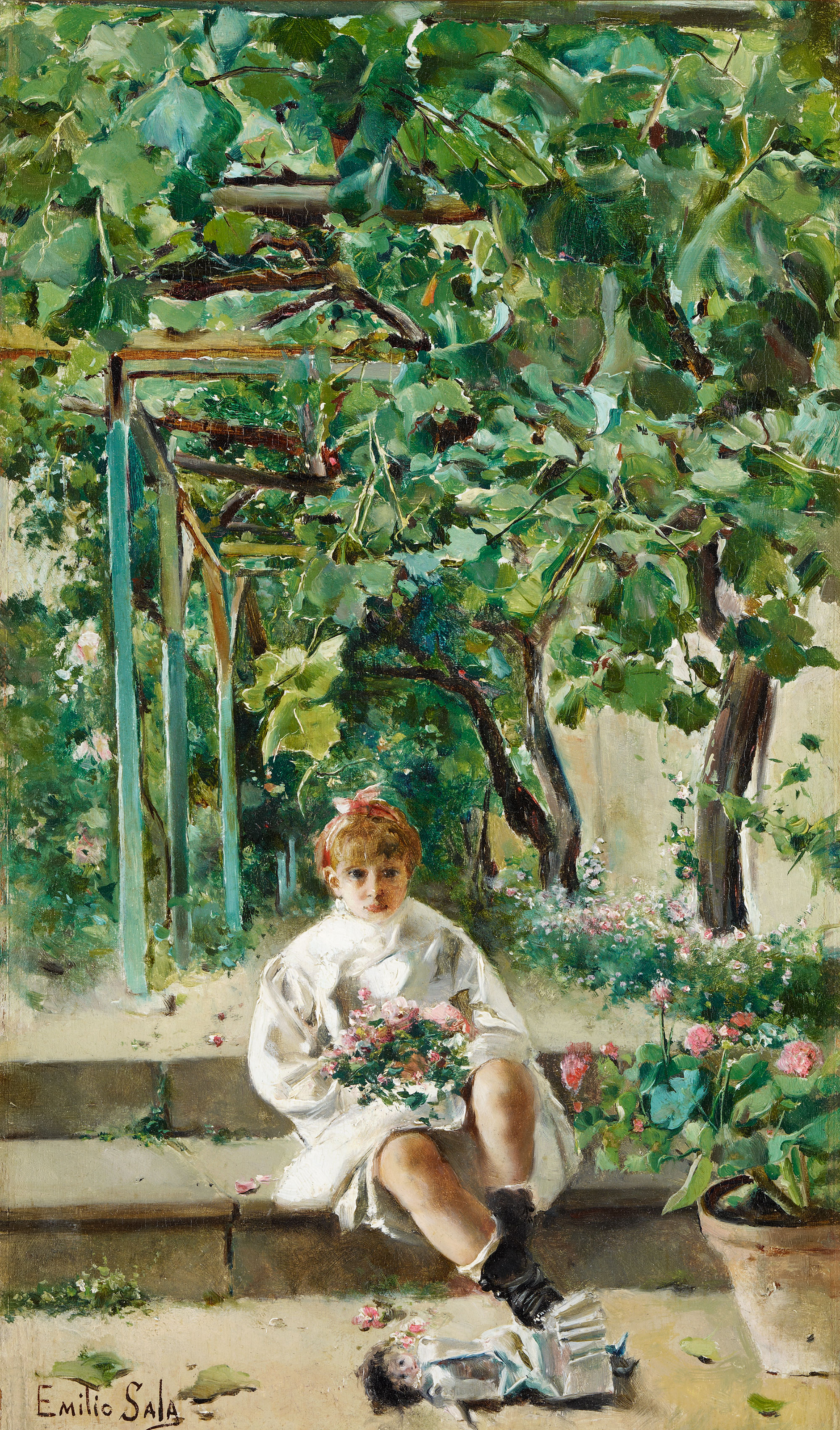
Брошенная кукла
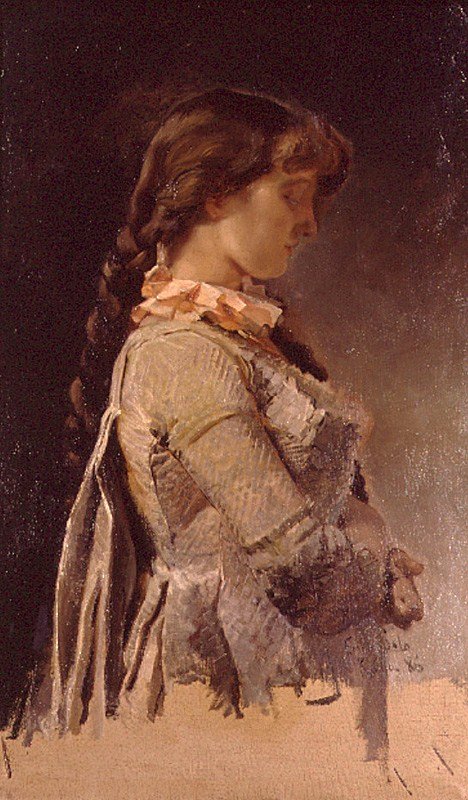
Портрет молодой девушки (1886)
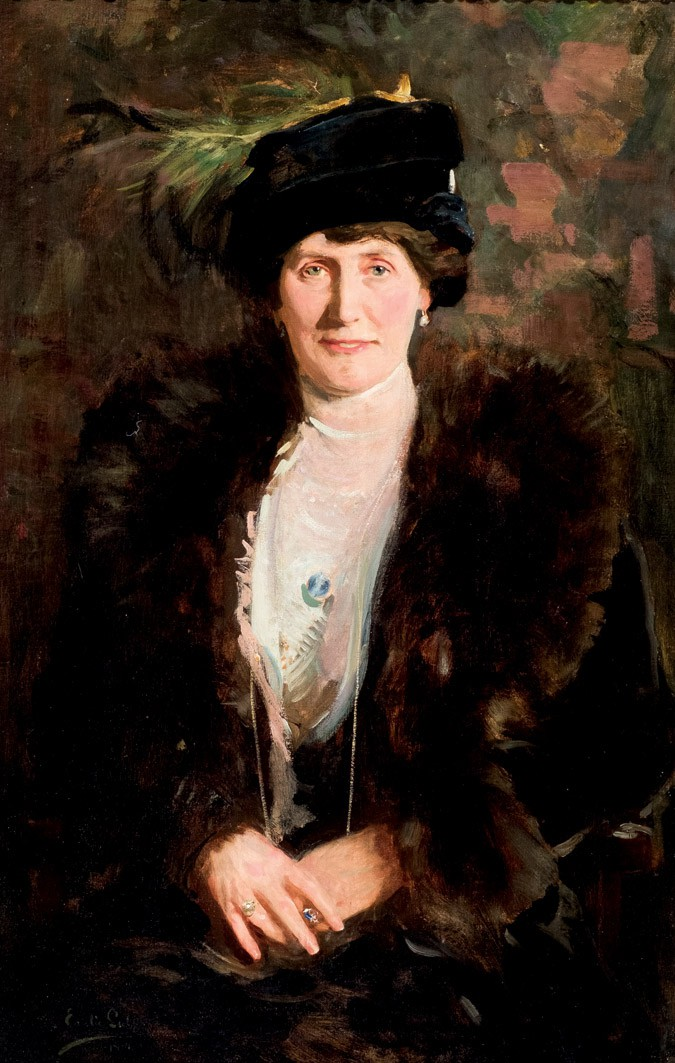
Женский портрет (1910)